# Zisterzienserinnenabtei Celas

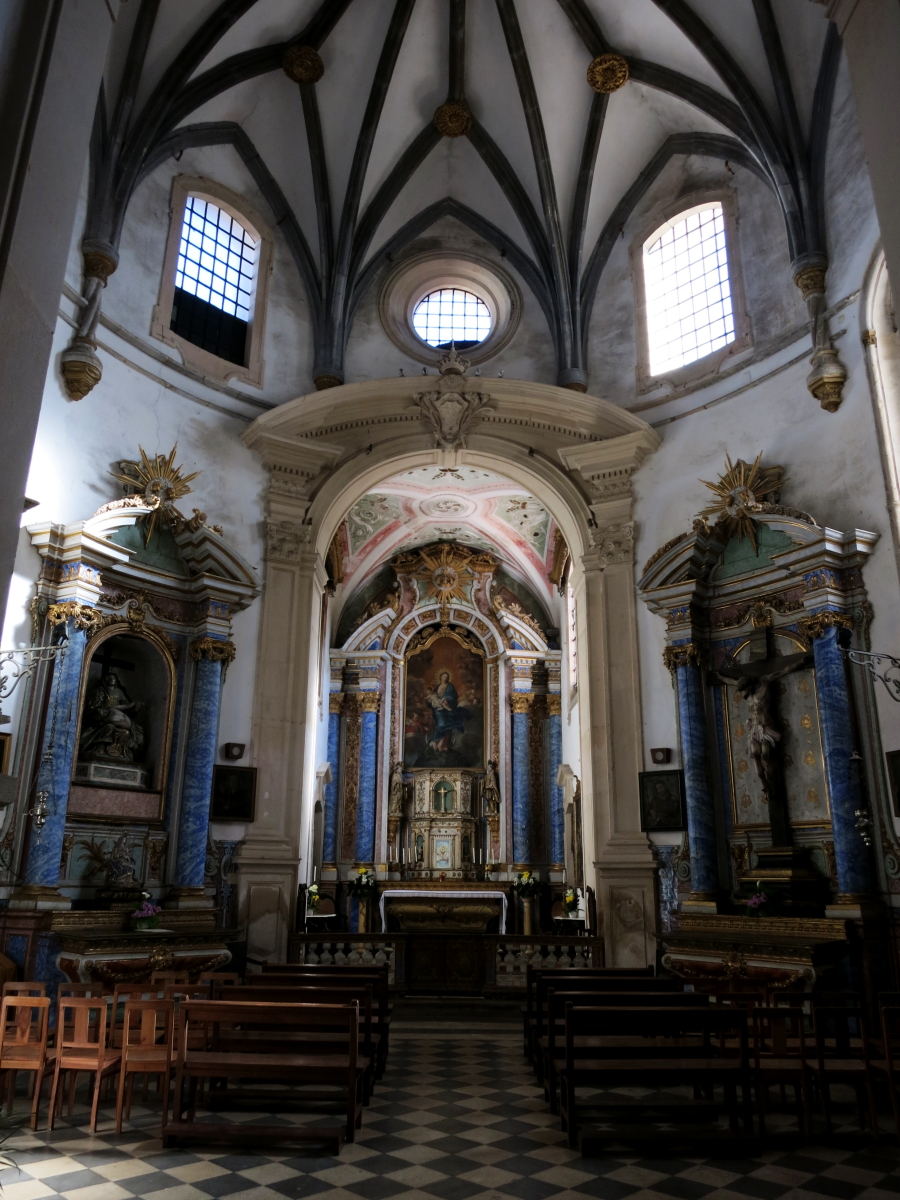
In der Klosterkirche von Celas

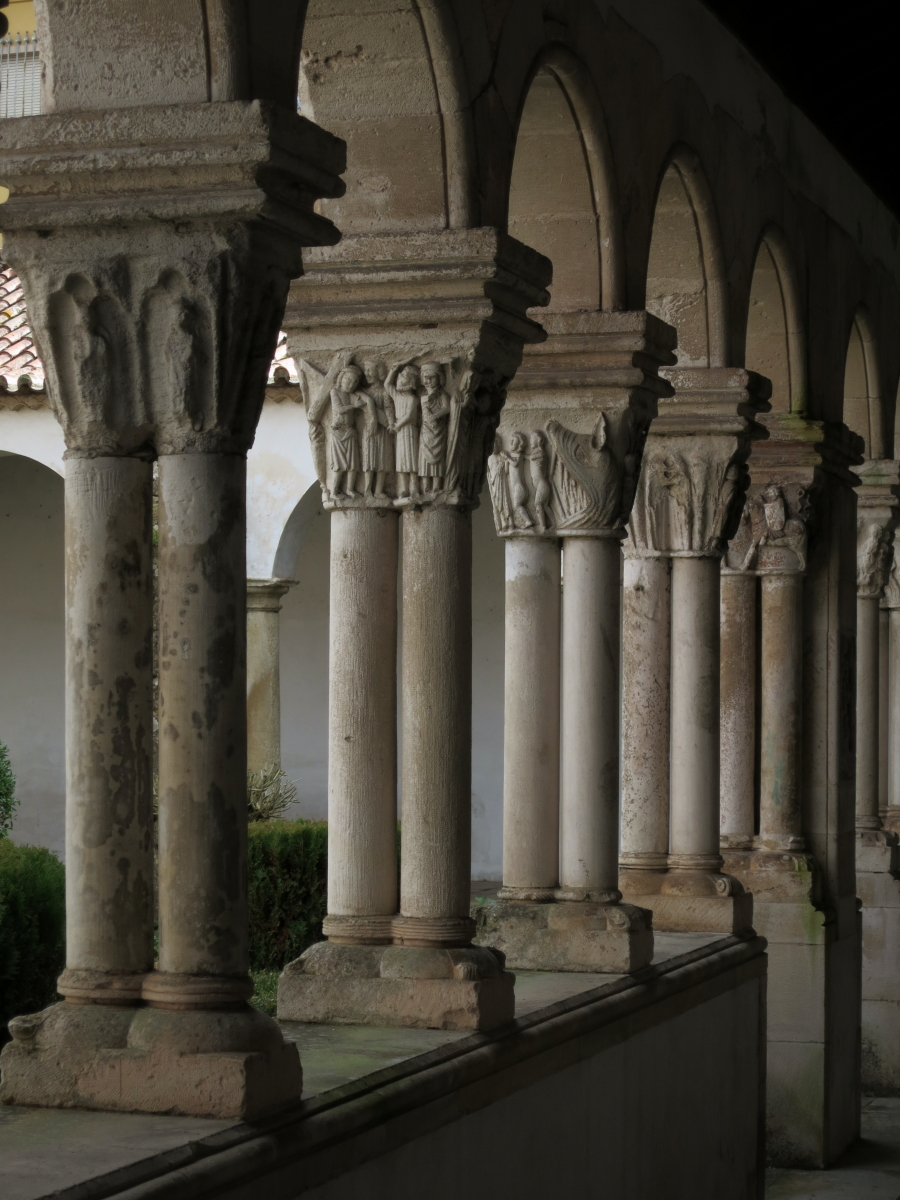
Kreuzgang des Klosters Celas

Die Zisterzienserinnenabtei Celas (portugiesisch: Mosteiro de Celas) war von 1215 bis 1822 ein Kloster der Zisterzienserinnen in Santo António dos Olivais im Kreis Coimbra in Portugal.

## Geschichte
Die selige Sancha von Portugal (1180–1229), die zweite Tochter des Königs Sancho I. von Portugal (1154–1211), die im Kloster Lorvão in die zisterziensische Spiritualität eingeführt worden war, gründete 1215 in Coimbra mit Unterstützung ihrer älteren Schwester, der seligen Theresia von Portugal (1178–1250), und Kloster Lorvãos das Kloster Santa Maria de Celas (celas = Zellen), das zwischen 1223 und 1237 in den Zisterzienserorden eingegliedert wurde. Die Klosterkirche ist die erste eigens für Zisterzienserinnen gebaute Kirche Portugals. Im frühen 18. Jahrhundert beherbergte das Kloster 120 Nonnen und ebenso viele Laien. 1822 verließ die letzte Zisterzienserin das Kloster.
1883 ging mit dem Tod der letzten Äbtissin (Felismina) das Kloster in Staatseigentum über. Seit 1977 wird der Ort als Krankenhaus genutzt. Portal, Kirche und Kreuzgang des Klosters sind erhalten. In letzterem gelten die gotischen Kapitelle als die schönsten Portugals.

## Äbtissinnen (Auswahl)
- 1521–1541 Leonor de Vasconcelos
- 1541–1572 Maria de Távora
- 1572–1576 Leonor Coutinho
- 1576–1615 Helena de Noronha
- 1627–1639 Lourença de Távora
- 1639–1642 Francisca de Vilhena
- 1648–1651 Maria de Mendonça